# Voo Swissair 306
O Voo Swissair 306 foi uma linha aérea internacional da empresa suíça Swissair. No dia 4 de setembro de 1963, um Sud Aviation Caravelle realizando o voo 306 cairia pouco tempo após a decolagem. O acidente causaria a morte dos seus 80 ocupantes, entre eles 43 habitantes da comuna de Humlikon.

## Aeronave
Com a corrida armamentista provocada pela segunda guerra mundial, a aviação experimentaria uma de maiores evoluções. Ao final do conflito, os primeiros aviões com propulsão a jato já eram uma realidade, porém essa tecnologia era até então restrita a aviação militar. No início dos anos 1950, a inglesa de Havilland e as americanas Boeing, Douglas e Convair estudariam o uso da propulsão a jato em aeronaves comerciais. Para não ficar atrás das indústrias inglesa e americana, o governo francês iria lançar o projeto uma aeronave comercial a jato. Assim surgiria o Caravelle. Em 27 de maio de 1955 , o  Caravelle iria realizar seu primeiro voo. Seriam construídos 282 Caravelle de nove versões diferentes. Ao entrar em serviço em 1959, o Caravelle voaria em praticamente todos os continentes sob as cores de diversas companhias aéreas. Ao final dos anos 1970, a maior parte das aeronaves seriam convertidas para o transporte de cargas, tendo o Caravelle voado até 2005, quando a última aeronave seria retirada de serviço.
A companhia aérea Swissair ingressaria na era a jato com a aquisição de oito Sud Aviation Caravelle III. As primeiras aeronaves seriam entregues em 1960 enquanto que a última seria recebida em 1964. O Caravelle substituiria os Douglas DC-6 e DC-7 empregados pela Swissair nas rotas europeias. Após 11 anos de operação, os últimos Caravelle da Swissair seriam substituídos por Douglas DC-9.
A aeronave destruída no desastre do voo 306 havia sido fabricada em 1962, tendo sido entregue para a Swissair em 19 de outubro daquele ano. O Caravelle III tinha o número de construção 147 e ao ser entregue a Swissair receberia o prefixo HB-ICV. A empresa suíça o batizaria Schaffhausen, em homenagem a cidade homônima.

## Acidente
Um denso nevoeiro cercava a região de Zurique na manhã de 4 de setembro de 1963, prejudicando as operações do aeroporto local. Após ser preparado pelas equipes de terra, o Caravelle III prefixo HB-ICV Schaffhausen receberia instruções para aguardar a autorização para a decolagem. Durante alguns minutos o Caravelle taxiou até ser concedida autorização para a decolagem na pista 034. Após correr os 3 700 metros da pista 034, o Caravelle decolaria as 06h13min e subiria rapidamente para o nível de voo 150, onde atingiria velocidade de cruzeiro. O Caravelle realizava o voo internacional 306 entre Zurique e Roma, com escala em Genebra. A aeronave estava lotada, transportando 74 passageiros e 6 tripulantes.
Quatro minutos após a decolagem, uma grande quantidade de fumaça iria invadir a cabine de comando. Pega de surpresa, a tripulação tentaria retornar ao aeroporto de Zurique. Às 06h21 min, o ATC de Zurique receberia uma mensagem de Mayday do Voo Swissair 306. Um minuto depois, uma explosão derrubaria o Caravelle em chamas sobre uma região de casas em Dürrenäsch, cerca de 48 km a oeste de Zurique.
| “ | Mayday Mayday 306 não mais .... não mais .... | ” |

As equipes de resgate chegariam rapidamente, porém encontrariam apenas restos humanos irreconhecíveis e pedaços pequenos da aeronave. Na queda, o Caravelle atingiria uma casa além de derrubar destroços sobre outras três. O impacto da aeronave contra o solo abriria uma cratera de 15 metros de profundidade por 30 de comprimento e aproximadamente 20 de largura. Dos 80 ocupantes da aeronave, seriam retirados dos destroços apenas metade de uma cabeça e uma mão decepada, sendo os demais corpos reduzidos a pequenos fragmentos queimados.

## Investigações
Apesar do rastro de destruição, os poucos fragmentos que sobraram serviriam para a equipe de investigação suíço-francesa descobrir a causa da queda. O relato de testemunhas iria contribuir significativamente para a reconstrução dos fatos desde a decolagem em Zurique até a queda em Dürrenäsch.
O denso nevoeiro que prejudicava as operações do aeroporto de Zurique levaria a torre de controle a suspender as decolagens até que houvesse condições mínimas para a decolagem. Quando o Caravelle foi retirado do hangar, por volta das 5h40 min, os freios dos trens de pouso estariam travados no 9º nível. O Caravelle tinha um freio de estacionamento de 9 níveis. Os freios seriam aliviados para o 1º nível (stand by), quando a aeronave foi movida do hangar para o local de embarque.
A tripulação do Caravelle iria taxiar sem autorização pelas pistas de taxiamento do aeroporto tentando limpar o caminho. Durante o taxiamento, a tripulação do Caravelle manteria o freio de estacionamento no 1º nível. Nesse caso, o freio de estacionamento no 1º nível deixaria as pastilhas do freio tocavam levemente os discos de freio. Com uma movimentação constante da aeronave com o freio de estacionamento posicionado no 1º nível, os discos iriam ficar superaquecidos pelo pequeno atrito existente entre eles e as pastilhas.
Com os discos superaquecidos, o Caravelle iniciaria a corrida para a decolagem. Durante o recolhimento do trem de pouso, um pequeno incêndio ocorre no sistema de freios do mesmo. O incêndio aumentaria de intensidade e danificaria os dutos dos sistemas hidráulicos da aeronave que se romperiam posteriormente, despejando fluido hidráulico inflamável sobre as chamas (parte do fluido vazaria pela porta do trem de pouso e cairia em áreas próximas ao aeroporto), aumentando a gravidade do incêndio. Como o Caravelle não contava ainda com sensores de medição de temperatura dos freios do trem de pouso, a tripulação só notaria o incêndio quando o mesmo já estava fora de controle. A destruição do sistema hidráulico tornaria a aeronave incontrolável e em pouco tempo, as chamas atingiriam toda a aeronave, incluindo tanques de combustível, o que levaria a uma explosão dos mesmos. Transformado em uma bola de fogo gigante (segundo testemunhas oculares), o Caravelle cairia numa área residencial de Dürrenäsch.

## Nacionalidades
A maior parte das vítimas era suíça (incluindo a totalidade da tripulação), sendo que 43 passageiros eram da comuna de Humlikon, incluindo funcionários municipais, dentre eles o prefeito. Eles viajariam para Genebra, onde conheceriam uma cooperativa agrícola modelo, sendo que desejavam implantar uma similar em sua comuna.
| Nacionalidade            | Tripulação | Passageiros | Total | Sobreviventes |
| ------------------------ | ---------- | ----------- | ----- | ------------- |
| Suíça                    | 6          | 68          | 74    | 0             |
| israelense               | –          | 1           | 1     | 0             |
| britânica                | –          | 1           | 1     | 0             |
| estadunidense            | –          | 1           | 1     | 0             |
| / estadunidense/iraniana | –          | 1           | 1     | 0             |
| egípcia                  | –          | 1           | 1     | 0             |
| belga                    | –          | 1           | 1     | 0             |
| Total                    | 6          | 74          | 80    | 0             |

## Consequências
Após o desastre com o Caravelle suíço, a Sud Aviation implantaria sensores de temperatura dos freios de trens de pouso nas aeronaves, além de substituir o fluido hidráulico por um não inflamável. Entre os mortos, estavam 43 habitantes da comuna de Humlikon (que tinha cerca de 200 habitantes à época) que tinham o objetivo de visitar uma granja modelo em Genebra. Para muitos deles, esta seria a primeira viagem de avião, sendo que quase todos os funcionários da prefeitura local estavam no voo 306. O acidente faria desaparecer 1/5 dos habitantes de Humlikon, além de paralisar completamente a administração local (que perderia quase todos os seus funcionários). Dezenas de crianças ficariam órfãs, tendo sido criadas por parentes em outras comunas. O desastre comoveria toda a Suíça. O governo suíço, auxiliado pelas grandes empresas do país e por centenas de cidadãos iria investir na reconstrução econômica e social da comuna de Humlikon.